# 纽约州政府

纽约州及其機構的文字圖案

紐約州州旗

紐約州政府（英語：Government of New York State）位於美國紐約州奧爾巴尼的紐約州議會大廈，它包含紐約州憲法規定的組織架構。類似於美國聯邦政府，它由三個部門組成：行政、立法和司法。行政首長是州長。立法機關為參議院和众议院組成的紐約州議會。法院系統由上訴法院和下級法院組成。本州的行政區劃和美國絕大多數州一樣，分為縣、市、鎮和村。

## 延伸閱讀
- Feldman, Daniel L.; Benjamin, Gerald. . SUNY Press. 2010  [2021-11-18]. ISBN 978-1-4384-3401-8. （原始内容存档于2021-11-18）.
- Pecorella, Robert F.; Stonecash, Jeffrey M.  6th. SUNY Press. 2012  [2021-11-18]. ISBN 978-1-4384-4473-4. （原始内容存档于2021-11-18）.
- Zimmerman, Joseph F.  2nd. SUNY Press. 2008  [2021-11-18]. ISBN 978-0-7914-7435-8. （原始内容存档于2021-04-26）.

## 外部連結
- New York Open Data Portal （页面存档备份，存于）